# North Keeling
North Keeling ist ein kleines unbewohntes Atoll mit einer Größe von ungefähr 1,2 km², etwa 25 km nördlich von Horsburgh Island gelegen. Es ist das nördliche und kleinere der beiden Atolle der australischen Kokosinseln und besteht nur aus einer Insel. Die Inselgruppe liegt etwa 2.930 km nordwestlich von Perth, 3.685 km westlich von Darwin, 960 km südwestlich der Weihnachtsinsel und mehr als 1.000 km südwestlich von Java und Sumatra entfernt. Der nächstgelegene Festlandspunkt Australiens ist das Kap Low Point auf der Halbinsel North West Cape in einer Entfernung von etwa 2.100 km.
North Keeling bildet zusammen mit den etwa 1,5 km² umgebenden seichteren Küstengewässern den Pulu-Keeling-Nationalpark, einen der kleinsten Nationalparks Australiens.
North Keeling ist eine C-förmige Insel, also ein nahezu geschlossener Ring, der nur an der Ostseite  eine 50 m weite Öffnung bildet; die innenliegende Lagune bedeckt eine Fläche von 0,5 km². Die Insel beherbergt die gefährdete und endemische Keeling-Bindenralle sowie weitere brütende Seevögel.

## Geschichte
Die Kokosinseln, so wird angenommen, wurden 1609 von dem britischen Kapitän William Keeling gesichtet und auch nach ihm benannt; er befand sich auf einer Fahrt der Ostindien-Kompagnie von Java nach Niederländisch-Indien. North Keeling wurde von einem schwedischen Kapitän namens Ekeberg erstmals 1749 betreten, um nach den Kokospalmen zu sehen; 1789 kartographierte der britische Hydrograph Alexander Dalrymple die Insel.
1836 wurde North Keeling vom Captain Robert FitzRoy und Charles Darwin auf Beagle gesichtet, die aber, wie andere auch, nicht in der Lage waren anzulanden.
Im 19. Jahrhundert wurden einige Europäer, die an Beriberi litten, auf den Inseln ausgesetzt, da man damals die Krankheit für ansteckend hielt. Einige Gräber dieser Menschen befinden sich auf der Insel, wie auch die von deutschen Matrosen der Emden.

### Die SMSEmden

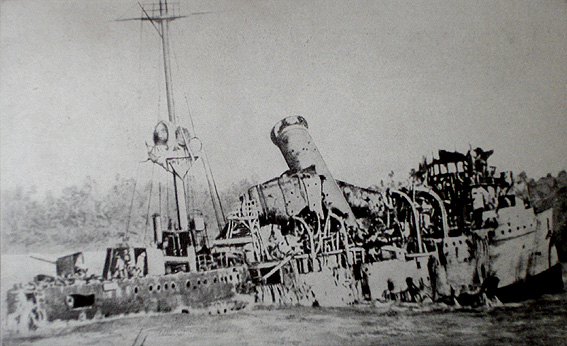
Das Wrack der Emden (Abbildung von 1925)

Im Verlauf des Ersten Weltkriegs erlitt am 9. November 1914 das deutsche Kriegsschiff
Die Emden, ein Leichter Kreuzer, in der Nähe der Insel mehrere schwere Treffer durch den australischen Kreuzer Sydney. Der Kapitän Karl von Müller setzte das beschädigte Schiff bei der Insel absichtlich auf Grund, bald danach ergab sich die Besatzung dem Gegner. Gräber der gefallenen deutschen Matrosen und Teile des Wracks befinden sich auf der Insel, teilweise liegt dieses unter Wasser. 1950 entfernten japanische Unternehmer alle verwendbaren Metallteile des Schiffswracks.

### Brutplatz der Seevögel
Zwischen dem Ersten und Zweiten Weltkrieg waren Gruppen von etwa 20 Cocos Malays auf North Keeling 14 Tage lang, um Holz zu gewinnen und sich mit Kokosnüssen und Vögeln für ihr Home Island zu versorgen. In den 1970er und 1980er Jahren hatten sie bessere Boote und Handfeuerwaffen für die Seevogeljagd zur Verfügung, was zum Niedergang von Nistplätzen in den Seevögelkolonien führte.

### Pulu-Keeling-Nationalpark

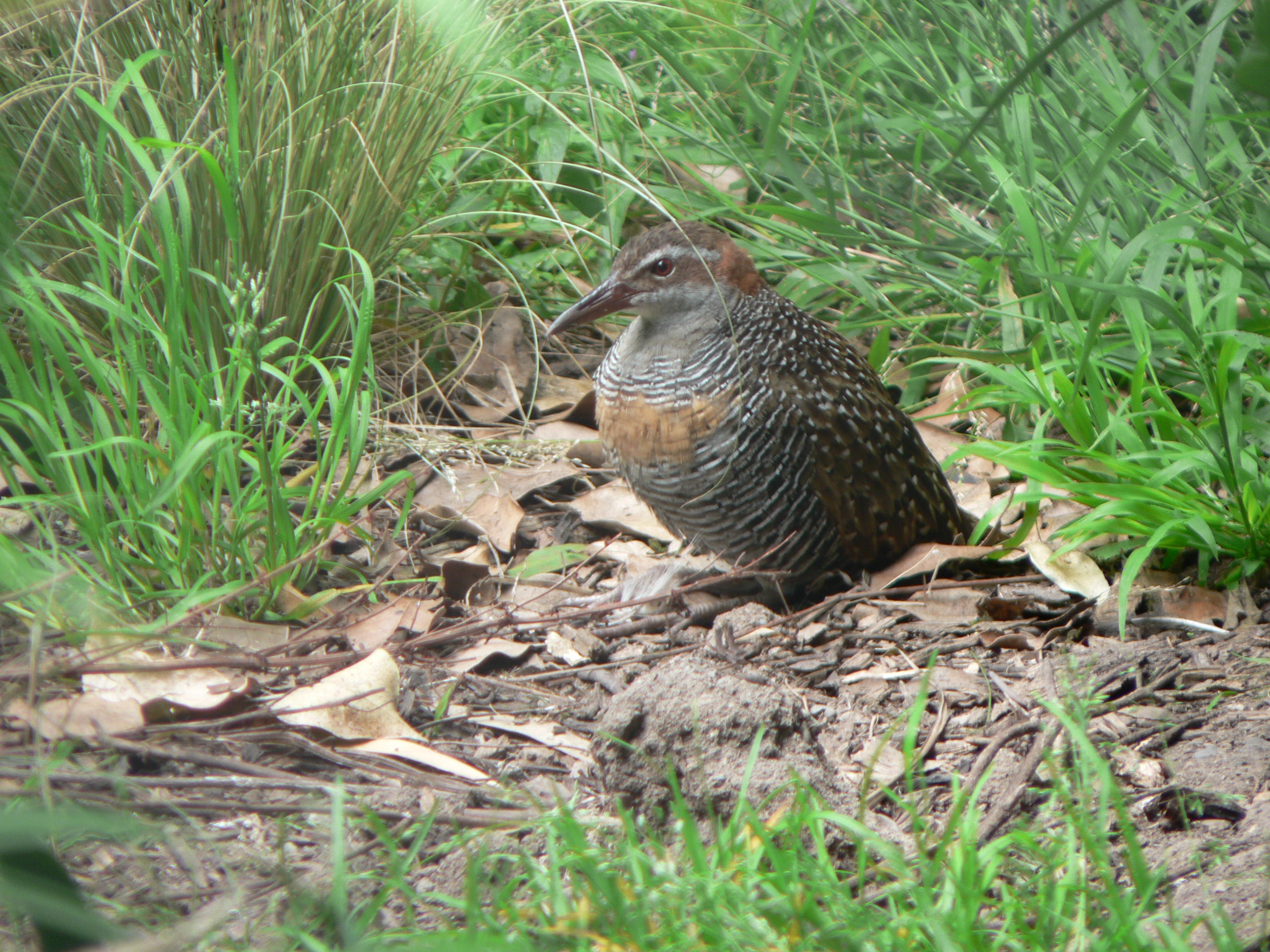
Keeling-Bindenralle

1986 kam es zu einer Vereinbarung zwischen dem Australian National Parks and Wildlife Service und den Cocos Malays, die zu einem Verbot der Jagd und einem nachhaltigen Management auf North Keeling führte. 1989 verwüstete Zyklon John die Kolonie der Rotfußtölpel auf North Keeling. Seit damals ist die Jagd auf sie gänzlich verboten.
Der Pulu-Keeling-Nationalpark, der als Brutstätte seltener Seevögel und Meeresschildkröten von großer Bedeutung ist, wurde am 12. Dezember 1995 eingerichtet. Er ist der Aufenthaltsort der endemischen Keeling-Bindenralle, Gallirallus philippensis andrewsi, und der  Zwergkaiserfische, Centropyge. Es wird angenommen, dass von der Keeling-Bindenralle etwa 750 bis höchstens 1.000 Exemplare vorhanden sind. Der Park ist als Feuchtgebiet von internationaler Bedeutung, nach der Ramsar-Konvention seit dem 17. März 1996 anerkannt und als Ramsar Site 797 gelistet.
Der Nationalpark soll das Gebiet in seiner natürlichen Beschaffenheit erhalten; ein Zutritt ist nur mit einer Erlaubnis der Nationalparkverwaltung möglich.